# 千葉荘

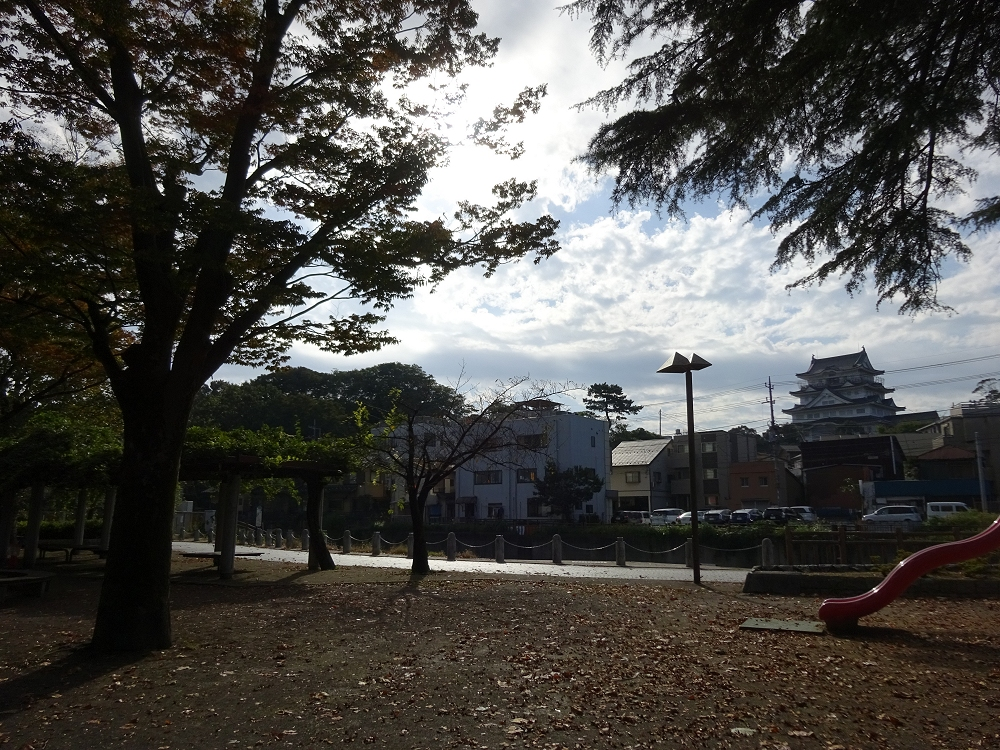
現在の千葉荘中心部

千葉荘（ちばのしょう）は、中世の下総国千葉郡（現在の千葉県千葉市中央区及びその周辺）に存在した荘園。

## 概要
『吾妻鏡』承元3年12月15日条に書かれた千葉氏の由来の件より、元永年間に「千葉大夫」と称された平常兼あるいはその子常重が開発領主となって開いた荘園を鳥羽院に献上して平常兼（あるいは常重）は同荘の検非違所になったと推定されている。後に鳥羽院の娘である八条院に継承され、引き続き荘官として同荘を支配した平常重は大治元年6月1日（1126年6月23日）に荘内の池田郷に亥鼻城（千葉城）を築いて上総国山辺郡の大椎館（現在の千葉市緑区大椎町）から拠点を移し、千葉氏の祖となった（『千学集抜粋』）（ただし、初期の千葉氏は亥鼻城とは別に近くの平地に居館を設けていたとする見方もある）。
亥鼻城から突き出た砂嘴上に千葉の町の原型が築かれ、南端に亥鼻城・北端に尊光院（後の千葉妙見宮、現在の千葉神社）が設けられ、両者のつなぐ参道沿いに町が形成され、参道はそのまま東海道とつながっていたと推定されている。丸井敬司は源頼朝の鎌倉の都市計画には千葉常胤期の千葉の町並が影響を与えたとする説を唱えている。
建久年間に作成されたとみられる「香取社遷宮用途注進状」によれば、“千葉庄三百斛”の負担をしたことが記されており、同文書内に八十斛の負担をしたと記されている船橋御厨が200町の面積があった（『神鳳鈔』）とされているため、そこから算出しておよそ750町（約7.438km2）の面積を有していたと推定され、千葉郡のうち都川流域の池田郷（現在の千葉市中央区亥鼻・千葉寺町一帯）及び千葉郷（同市稲毛区穴川・黒砂一帯）・三枝郷（同市稲毛区作草部一帯）・糟○郷（同市若葉区加曽利町一帯）の4郷を中心とした現在の千葉市中央部に比定されている。
鎌倉時代になると、千葉氏は下総国の守護職とともに千葉荘の地頭職を獲得し、千葉荘は請所とされて千葉氏の支配が確立された。後世になると、南北に分割されて「千葉北荘」「千葉南荘」と呼ばれたとみられている。同荘内には古くから千葉妙見宮や千葉寺などの多くの寺社が存在しており、千葉氏の手厚い保護を受けて栄え、下総国守護となった千葉氏の拠点として栄えた。

## 荘内の史跡
- 亥鼻城
- 高品城
- 城ノ腰城 (下総国)
- 千葉神社
- 千葉寺
- 大日寺 (千葉市)
- 宗胤寺
- 栄福寺 (千葉市)

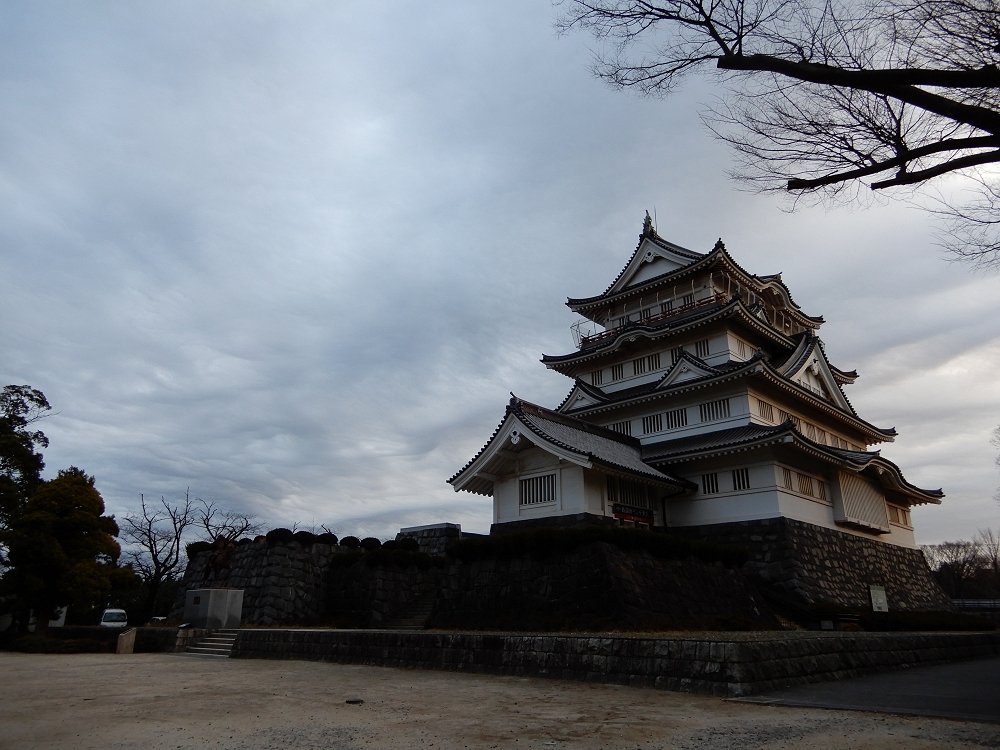
亥鼻城跡（千葉市立郷土博物館）
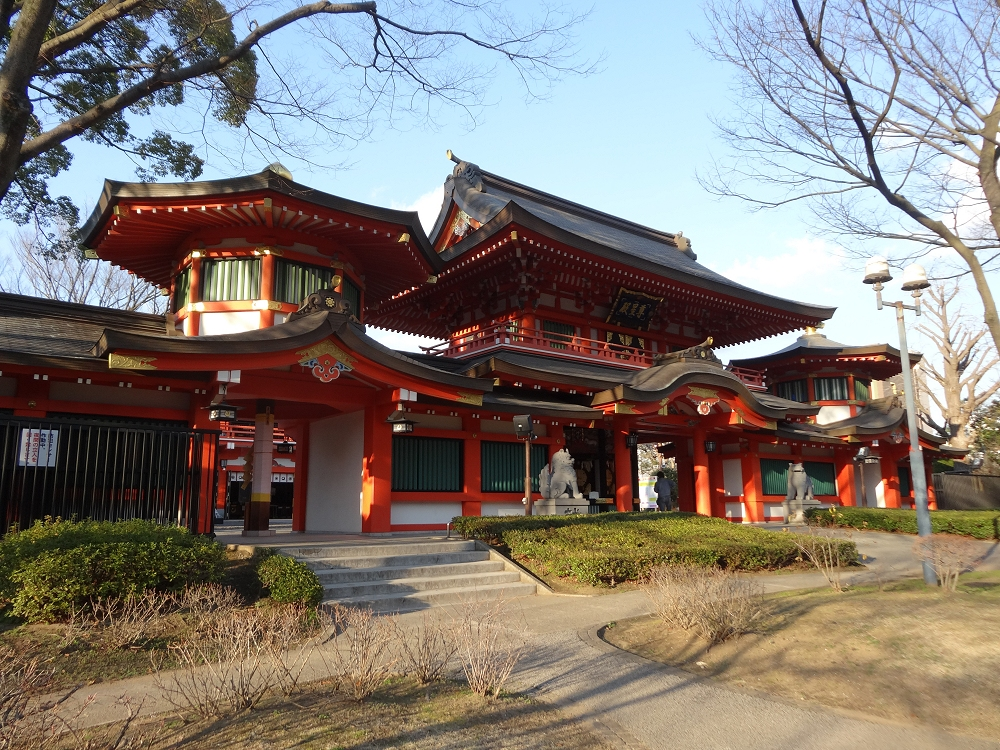
千葉神社
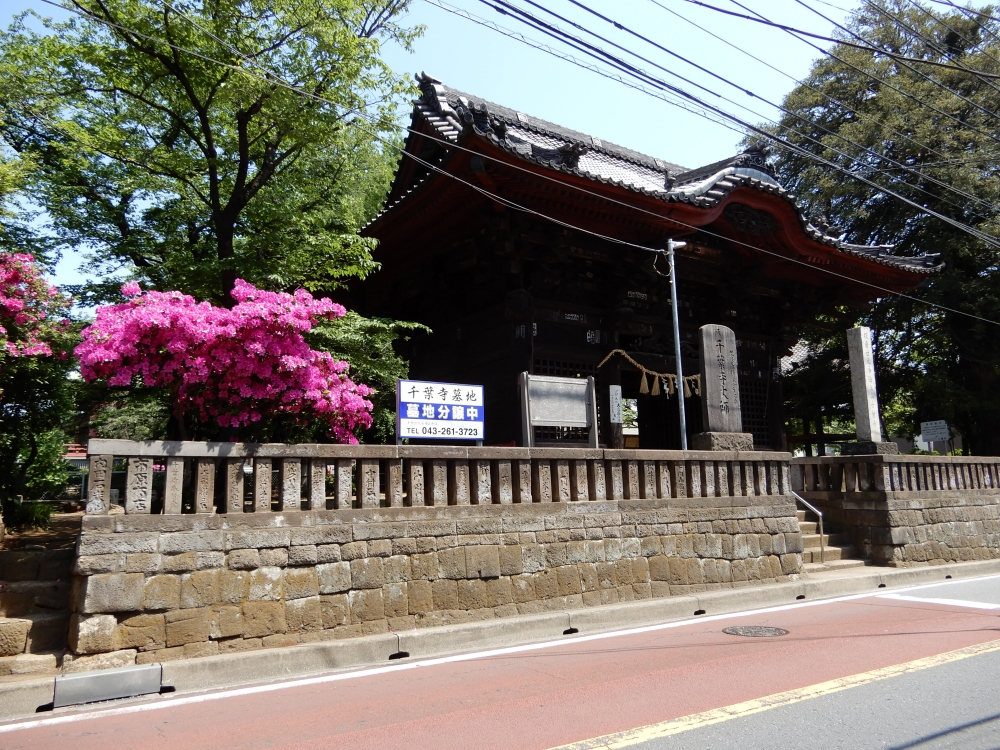
千葉寺
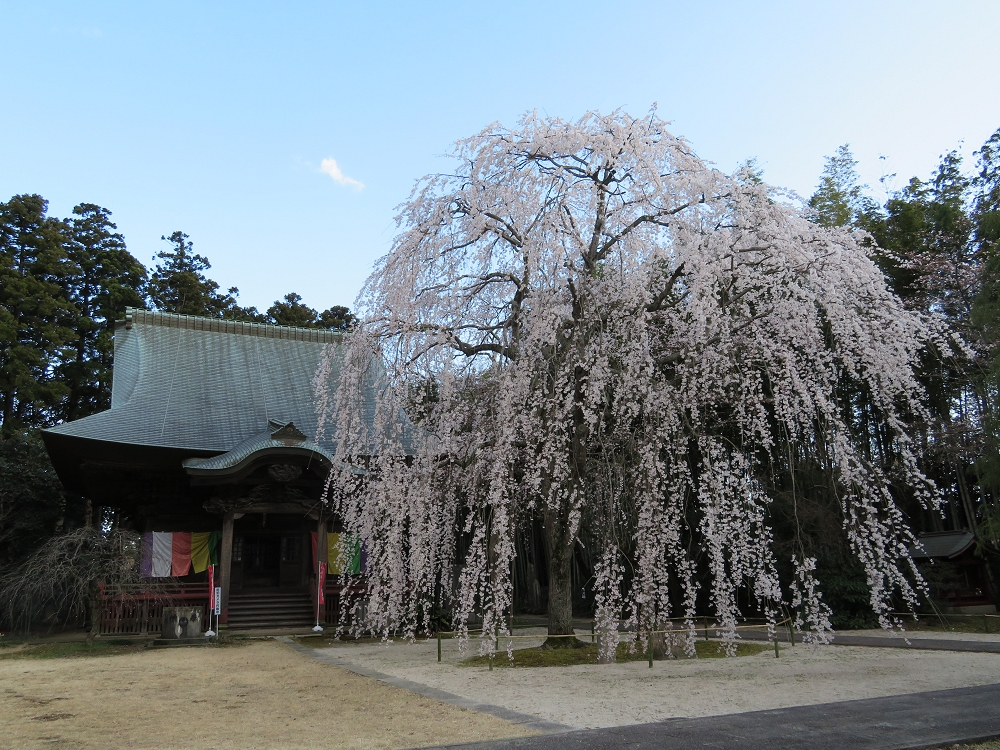
栄福寺
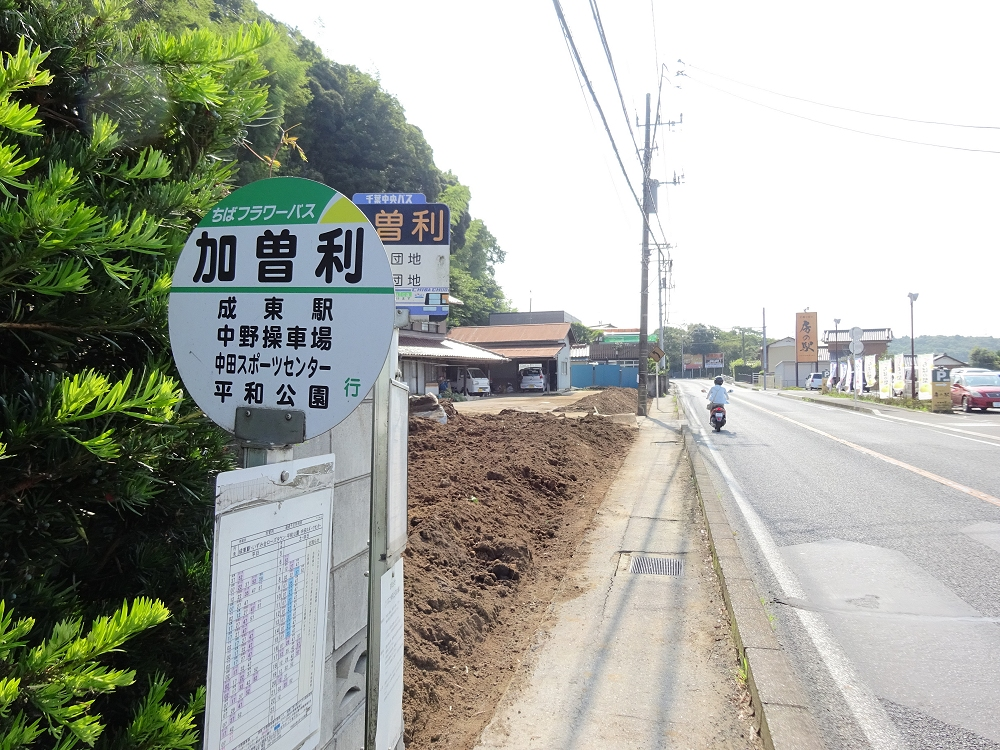
現在の「かそり」郷付近